# Манежна площа (Санкт-Петербург)
59°56′09″ пн. ш. 30°20′25″ сх. д. / 59.93583333° пн. ш. 30.34027778° сх. д.
Манежна площа (рос. Манежная площадь) — площа, розташована у Центральному районі Санкт-Петербурга на розі Італійської та Караванної вулиць, на неї виходить пішохідна Мала Садова вулиця. Ансамбль площі склався в XIX — початку XX століття.
Ансамбль Манежної площі складають пам'ятники архітектури Михайлівський манеж (Зимовий стадіон), будівлі стаєнь Михайлівського замку, будівля Санкт-Петербурзьких благородних зборів (Будинок Радіо). У центрі площі розбито сквер. У складі історичної забудови центру Санкт-Петербурга площа включена до списку Світової спадщини.

## Схема площі
2 - Будинок військового відомства 

3 - Михайлівський манеж (Зимовий стадіон) 

4 - Житловий будинок 

5 - Старо-Манежний сад 

6 - Будівля стаєнь Михайлівського замку (західний корпус) 

7 - Будівля Санкт-Петербурзького благородних зборів (Будинок Радіо) 

8 - Прибутковий будинок 

9 - Прибутковий будинок 

10 - Прибутковий будинок 

11 - Прибутковий будинок 

12 - Прибутковий будинок Алексіна 

13 - Прибутковий будинок 

14 - Будинок Петроградського кредитного товариства (Будинок Кіно) 

## Ансамбль площі

### Будинок стаєнь Михайлівського замку (Манежна площа, 2)
Колишні стайні (східний корпус) Михайлівського замку побудовані в 1798—1800 роках за проектом архітектора В. Бренна для стаєнь Михайлівського замку. В 1823—1824 роки фасади реконструйовані за проектом архітектора К. Россі. Фасад виконаний як павільйон з лоджіями у класичному стилі, прикрашений декоративними скульптурами: барельєфи з військових обладунків, а також барельєфні щити з мечами та дубовими гілками за проектом скульпторів С. С. Піменова та В. І. Демут-Малиновського. Зараз це офісна будівля.

### Будинок військового відомства (Манежна площа, 4)
Триповерхова будівля у неокласичному стилі побудована в 1902 році військовим відомством Росії для Офіцерського корпусу Його Імператорської Величності Конвою за проектом архітектора Б. І. Сегена. Зараз це офісна будівля.

### Михайлівський манеж (екзерціргауз) (Манежна площа, 6)
Побудовано в 1798—1800 роках за проектом архітектора В. Брена. В 1823—1824 роки фасади реконструйовані у класичному стилі за проектом архітектора К. Россі і скульпторів С. С. Піменова та В. І. Демут-Малиновського. Фасад манежу з п'ятиарковими дверними отворами і аттиком прикрашено барельєфами з військових обладунків, а також барельєфними щитами з мечами та дубовими гілками.

### Житловий будинок (Італійська вулиця, 12А)
Житловий будинок, побудований в 1998—1999 роках за проектом архітекторів М. А. Рейнберга і А. Г. Шарова. Фасад наближено до архітектури будівель що знаходяться поруч. У центрі засклена мансарда.

### Портик службових стаєнь Михайлівського замку (Італійська вулиця, 12)
Побудовано в 1798—1800 роки за проектом архітектора В. Бренна для стаєнь (західний корпус) Михайлівського замку. В 1823—1824 роки фасади реконструйовані за проектом архітектора К. Россі. Фасад виконано як павільйон з лоджіями у класичному стилі, прикрашено декоративними скульптурами: барельєфи з військових обладунків, а також барельєфні щити з мечами та дубовими гілками за проектом скульпторів С. С. Піменова та В. І. Демут-Малиновського. Зараз це житловий будинок.
|                                                       |                                       |                               |                                                      |
| Будівля стаєнь (західний корпус) Михайлівського замку | Михайлівський манеж (Зимовий стадіон) | Будинок військового відомства | Будівля стаєнь (східний корпус) Михайлівського замку |

### Будівля Санкт-Петербурзьких благородних зборів (Будинок Радіо) (Італійська вулиця, 27)
Будинок побудовано в 1912—1914 роках за проектом архітекторів Влад. А. Косякова, Вас. А. Косякова і Г. А. Косякова для Благородних зборів. Чотириповерхова будівля в стилі модерн на розі Італійської і Малої Садової вулиць. Представницький фасад з ордерськими елементами, автори використовували мотив трьох арок і поєднанням різних видів штукатурки.
З 1933 року у цьому будинку знаходився Ленінградський Комітет з радіофікації і радіомовлення (зараз належить ТРК «Петербург-П'ятий канал»). З кутового відкритого для огляду з вулиці знімального павільйону, на першому поверсі будівлі в прямому ефірі виходить щоденна програма «Відкрита студія».
|            |            |            |               |
| будинок 35 | будинок 31 | будинок 29 | Будинок Радіо |

### Прибуткові будинки (Італійська вулиця, 29, 31, 33, Керування вулиця 14, 16)
Прибуткові будинки, побудовані в 1820-і-1850-і роки. Зараз це житлові будинки з різними підприємствами на першому поверсі.
- Італійська вулиця, 29 — прибутковий будинок, перебудований в 1851 році за проектом архітекторів М. П. Гребінка, А. Ф. Занфтлебен.
- Італійська вулиця, 31 — прибутковий будинок, перебудований в 1875—1876 роках архітектором А. С. Ербером. Центр фасаду прикрашено чотирма напівколонами іонічного ордера, підтримуваними знизу поясною скульптурою атланта. Знизу напівколони прикрашені барельєфами з танцюючими путті[3].
- Італійська вулиця, 35 — прибутковий будинок. Зараз тут знаходиться Санкт-Петербурзький ГУП «Продовольчий фонд»[4].
- Караванна вулиця, 16/14 — прибутковий будинок Алексіна, перебудований в 1875—1878 роках за проектом архітектора М. І. Бєлова[5].

### Будинок Петроградського кредитного товариства (Будинок Кіно) (Караванна вулиця, 12)
Будинок побудований в 1914—1916 роках за проектом архітекторів К. С. Бобровського та Б. Я. Боткіна для Петроградського губернського кредитного товариства. Фасад будинку побудований у дусі італійського палаццо пізньої палладіанської архітектури XVI століття.
З 1948 року тут знаходиться перший у Ленінграді дитячий кінотеатр «Батьківщина». З 2001 року в цьому будинку відкрився Петербурзький Музей кіно, який пропонує до показу класику російського, радянського і закордонного кіно, проводяться ретроспективи, фестивалі та панорами кіно.
|              |            |               |
| Будинок Кіно | Будинок 14 | Будинок 16/14 |

### Старо-Манежний сад
Сад між будівлями Михайлівського манежу (будинок 6 по Манежній площі) і малим (західним) стаєнним корпусом (будинок 12 по Італійській вулиці) виник в 1838 році як пейзажний, обгороджений залізними гратками (32 погонних метра) з брамою посередині, стулки яких кріпляться до кам'яних стовпів, декорованих рельєфними гербами Петербурга і датою «1871». Остання реконструкція проведена в 1999 році за проектом архітектора Г. Л. Шолохова, в 2001 році відкрито пам'ятник письменнику І. С. Тургенєву, відлитий за моделлю скульпторів Я. Я. Неймана і В. Д. Свєшнікова
За інформацією садово-паркової контори Центрального району Санкт-Петербурга, в 2007 році загальна площа саду складала 1696 м². В саду ростуть дерева (8 в'язів, 3 липи, 2 модрини, 2 клена), чагарники (30 одиниць винограду, 162 японської спіреї, 71 звичайного бузку), квітники та газони на загальній площі 1176 м².

### Ново-Манежний сквер
Сквер у центрі Манежної площі з'явився в 1878 році за проектом архітектора В. О. Кенеля, проект озеленення розробив міський садівник А. Візе. Остання реконструкція проводилася в 1999 році за проектом архітектора Г. Л. Шолохова.
Трикутний у плані сквер із закругленими кутами. У центрі фонтан, до якого ведуть три доріжки. Сквер обгороджений історичною чавунною огорожею завдовжки 211 погонних метри. На газоні біля фонтану в 2003 році встановлено погруддя італійських архітекторів (скульптор бюстів В. Горевий, архітектор В. Попов): Б. Ф. Растреллі, Дж. Кваренгі, К. Россі, А. Рінальді. За інформацією садово-паркової контори Центрального району Санкт-Петербурга в 2007 році загальна площа скверу становить 3000 м². У сквері ростуть дерева (2 липи, 23 в'яза), чагарники (33 бузку сортового, 92 таволги ванутта) квітники і газони загальною площею 2065 м².

## Транспорт
Станом на січень 2021 року ніякий громадський транспорт через площу не проходить. Найближчі станції метро:
- Станція «Гостинний двір» має вихід на ріг Невського проспекту та Садової вулиці. Ця станція є пересадковою на станцію «Невський проспект». Відстань від виходу з метро до центру площі становить близько 470 м.

На Невському проспекті є зупинка наземного громадського транспорту «Гостинний двір». На ній зупиняються автобуси № 7, 10, 24, 191, тролейбуси № 1, 7, 10, 11 та маршрутні таксі.